# Liste des gares des Hautes-Pyrénées
 (novembre 2021).
Si vous disposez d'ouvrages ou d'articles de référence ou si vous connaissez des sites web de qualité traitant du thème abordé ici, merci de compléter l'article en donnant les références utiles à sa vérifiabilité et en les liant à la section « Notes et références ».
La liste des gares des Hautes-Pyrénées présente les gares ferroviaires et haltes ferroviaires situées dans le département français des Hautes-Pyrénées. Les lignes sur lesquelles elles sont situées et leurs années d'ouverture, ainsi que, le cas échéant, leur année de fermeture, sont également précisées.

## Liste
| Gare                                        | Commune                  | Adresse                    | Coordonnées                 | Ligne(s)                                                       | Ouverture         | Utilisation                                                  | Photo |
| ------------------------------------------- | ------------------------ | -------------------------- | --------------------------- | -------------------------------------------------------------- | ----------------- | ------------------------------------------------------------ | ----- |
| Gare de Lannemezan                          | Lannemezan               | Avenue de la gare          | 43° 06′ 51″ N, 0° 23′ 15″ E | Lannemezan à Arreau - Cadéac - Toulouse à Bayonne              | 20 juin 1867      | Intercités TER Occitanie Fret                                |       |
| Gare de Hèches                              | Hèches                   | Avenue de la gare          | 43° 01′ 21″ N, 0° 22′ 30″ E | Lannemezan à Arreau - Cadéac                                   | 1er août 1897     | Fermée (1969)                                                |       |
| Gare de Sarrancolin                         | Sarrancolin              | Avenue de la gare          | 42° 58′ 08″ N, 0° 22′ 46″ E | Lannemezan à Arreau - Cadéac                                   | 1er août 1897     | Fermée (1969)                                                |       |
| Gare d'Arreau - Cadéac                      | Arreau                   | Avenue de la gare          | 42° 54′ 27″ N, 0° 21′ 37″ E | Lannemezan à Arreau - Cadéac                                   | 1er août 1897     | Fermée (1971)                                                |       |
| Gare de Capvern                             | Capvern                  | 300, Rue de la gare        | 43° 06′ 12″ N, 0° 19′ 47″ E | Toulouse à Bayonne                                             | 20 juin 1867      | TER Occitanie                                                |       |
| Gare de Tournay                             | Tournay                  | 8, Avenue de la gare       | 43° 11′ 01″ N, 0° 14′ 20″ E | Toulouse à Bayonne                                             | 20 juin 1867      | TER Occitanie                                                |       |
| Gare de Tarbes                              | Tarbes                   | 25, Avenue Maréchal Joffre | 43° 14′ 25″ N, 0° 04′ 10″ E | Toulouse à Bayonne - Morcenx à Bagnères-de-Bigorre             | 24 septembre 1859 | TGV Intercités TER Occitanie et Nouvelle-Aquitaine Fret SNCF |       |
| Gare d'Ossun                                | Ossun                    | Impasse Sarthou            | 43° 11′ 00″ N, 0° 01′ 17″ O | Toulouse à Bayonne                                             | 9 avril 1866      | TER Occitanie                                                |       |
| Gare de Lourdes                             | Lourdes                  | 33, Avenue de la gare      | 43° 06′ 02″ N, 0° 02′ 32″ O | Toulouse à Bayonne - Lourdes à Pierrefitte-Nestalas            | 20 avril 1866     | TGV Intercités TER Occitanie et Nouvelle-Aquitaine Fret SNCF |       |
| Gare de Saint-Pé-de-Bigorre                 | Saint-Pé-de-Bigorre      | Avenue de la gare          | 43° 06′ 06″ N, 0° 09′ 43″ O | Toulouse à Bayonne                                             | 20 juin 1867      | TER Occitanie                                                |       |
| Gare de Loures - Barbazan                   | Loures-Barousse          | Avenue de Luchon           | 42° 57′ 46″ N, 0° 37′ 53″ E | Montréjeau - Gourdan-Polignan à Luchon                         |                   | Fermée (2014)                                                |       |
| Gare de Saléchan - Siradan                  | Saléchan                 |                            | 42° 57′ 46″ N, 0° 37′ 53″ E | Montréjeau - Gourdan-Polignan à Luchon                         |                   | Fermée (2014)                                                |       |
| Gare de La Barthe-de-Neste - Avezac         | Avezac-Prat-Lahitte      | Quartier de la gare        | 43° 04′ 56″ N, 0° 21′ 42″ E | Lannemezan à Arreau - Cadéac                                   |                   | Fermée                                                       |       |
| Gare de Lortet                              | Lortet                   | La garle                   | 43° 02′ 31″ N, 0° 22′ 05″ E | Lannemezan à Arreau - Cadéac                                   |                   | Fermée                                                       |       |
| Gare de Saint-Laurent-de-Neste - Saint-Paul | Saint-Laurent-de-Neste   | Chemin de Hountarabie      | 43° 05′ 02″ N, 0° 29′ 41″ E | Toulouse à Bayonne                                             |                   | Fermée                                                       |       |
| Gare de Cantaous-Tuzaguet                   | Cantaous                 | Rue de la gare             | 43° 05′ 58″ N, 0° 26′ 25″ E | Toulouse à Bayonne                                             |                   | Fermée                                                       |       |
| Gare de Bordes - Lhez                       | Bordes                   | Cami Gabastou              | 43° 11′ 52″ N, 0° 13′ 21″ E | Toulouse à Bayonne                                             |                   | Fermée                                                       |       |
| Gare de Lespouey - Laslades                 | Lansac (Hautes-Pyrénées) | Route des Moissons         | 43° 13′ 04″ N, 0° 10′ 18″ E | Toulouse à Bayonne                                             |                   | Fermée                                                       |       |
| Gare de Ger-Lugagnan                        | Lugagnan                 | D 13                       | 43° 13′ 04″ N, 0° 10′ 18″ E | Lourdes à Pierrefitte-Nestalas                                 |                   | Fermée                                                       |       |
| Gare de Boô-Silhen                          | Boô-Silhen               | Rue de la gare             | 43° 01′ 28″ N, 0° 04′ 14″ O | Lourdes à Pierrefitte-Nestalas                                 |                   | Fermée                                                       |       |
| Gare d'Argelès-Gazost                       | Argelès-Gazost           | La gare                    | 43° 00′ 27″ N, 0° 05′ 41″ O | Lourdes à Pierrefitte-Nestalas                                 |                   | Fermée                                                       |       |
| Gare de Pierrefitte-Nestalas                | Pierrefitte-Nestalas     | Rue de la gare             | 42° 57′ 46″ N, 0° 04′ 05″ O | Lourdes à Pierrefitte-Nestalas - Pierrefitte – Cauterets – Luz | 1871              | Fermée (1976)                                                |       |
| Gare de Castelnau-Rivière-Basse             | Castelnau-Rivière-Basse  | La gare                    | 43° 35′ 51″ N, 0° 01′ 04″ O | Morcenx à Bagnères-de-Bigorre                                  |                   | Fermée                                                       |       |
| Gare de Caussade-Rivière                    | Caussade-Rivière         | Chemin de la Gare          | 43° 30′ 58″ N, 0° 00′ 29″ O | Morcenx à Bagnères-de-Bigorre                                  |                   | Fermée                                                       |       |
| Gare de Maubourguet                         | Maubourguet              | Rue du Maréchal Foch       | 43° 27′ 41″ N, 0° 02′ 00″ E | Morcenx à Bagnères-de-Bigorre                                  |                   | Fermée                                                       |       |
| Gare de Vic-en-Bigorre                      | Vic-en-Bigorre           | Allée des Marronniers      | 43° 23′ 20″ N, 0° 03′ 47″ E | Morcenx à Bagnères-de-Bigorre                                  |                   | Fermée                                                       |       |
| Gare d'Andrest                              | Andrest                  | Rue Jacques Duclos         | 43° 19′ 07″ N, 0° 04′ 06″ E | Morcenx à Bagnères-de-Bigorre                                  |                   | Fermée                                                       |       |
| Gare de Bernac-Debat                        | Bernac-Debat             | Rue Occitane               | 43° 10′ 12″ N, 0° 06′ 13″ E | Morcenx à Bagnères-de-Bigorre                                  |                   | Fermée                                                       |       |
| Gare de Bagnères-de-Bigorre                 | Bagnères-de-Bigorre      | Avenue de Belgique         | 43° 04′ 09″ N, 0° 08′ 55″ E | Morcenx à Bagnères-de-Bigorre                                  | 15 août 1862      | Fermée (1970)                                                |       |
| Gare de Cauterets                           | Cauterets                | Avenue de la gare          | 42° 53′ 31″ N, 0° 06′ 51″ O | Pierrefitte – Cauterets – Luz                                  | 1er avril 1899    | Fermée (1949)                                                |       |
| Gare de Luz-Saint-Sauveur                   | Esquièze-Sère            | Place Eth Marcadaou        | 42° 52′ 30″ N, 0° 00′ 11″ O | Pierrefitte – Cauterets – Luz                                  |                   | Fermée                                                       |       |
| Gare de Rabastens-de-Bigorre                | Rabastens-de-Bigorre     | Avenue de la gare          | 43° 23′ 23″ N, 0° 08′ 47″ E | Bon-Encontre à Vic-en-Bigorre                                  |                   | Fermée                                                       |       |

## Carte
| \| Tarbes Lourdes Bagnères-de-Bigorre Lannemezan \| Répartition géographique des gares |
| Tarbes Lourdes Bagnères-de-Bigorre Lannemezan                                          |